# Viki Indra Okvana
Viki Indra Okvana (* 21. Oktober 1988) ist ein indonesischer Badmintonspieler.

## Karriere
Viki Indra Okvana siegte 2009 bei den Czech International im Mixed mit Gustiani Megawati. Mit ihr gewann er auch die Turkey International 2009. 2010 war er bei den Austrian International im Herrendoppel erfolgreich.

## Sportliche Erfolge
| Saison | Veranstaltung                          | Disziplin    | Platz | Name                                  |
| ------ | -------------------------------------- | ------------ | ----- | ------------------------------------- |
| 2009   | Czech International                    | Mixed        | 1     | Viki Indra Okvana / Gustiani Megawati |
| 2009   | Türkei: Internationale Meisterschaften | Mixed        | 1     | Viki Indra Okvana / Gustiani Megawati |
| 2010   | Austrian International                 | Herrendoppel | 1     | Viki Indra Okvana / Ardiansyah Putra  |